# Italianistica (rivista)
Italianistica è una rivista quadrimestrale di letteratura italiana nata nel contesto dell'Università di Milano nel 1972 diretta da Renzo Negri e da Felice Del Beccaro.
Il programma culturale, chiaramente espresso nel n. 1 della rivista sotto il titolo di "Propositi", verrà portato avanti per tutti gli anni settanta e sarà aperto alle diverse scuole critiche.
La rivista, che si divide in diverse sezioni, accoglie in "Saggi e note" saggi e articoli di scuole critiche differenti e apre nella rubrica "Incontri" i vari dibattiti di quegli anni, come quello "Sulla letteratura europea degli anni '70" tra Heinrich Böll, Alfonso Gatto, Eugenio Montale e Geno Pampaloni o quello su "L'insegnamento dell'italiano all'Università" tra Giuseppe Petronio, Enzo Noè Girardi e Mario Pazzaglia.
La nostra volontà è quella di attuare una serie di convergenze tra la letteratura critica e quella creativa; tra gli studi di letteratura contemporanea e quelli di letteratura generale; tra la critica accademica e quella militante; tra la nostra e le altre letterature, ospitando anche scritti in lingua straniera; tra il pubblico di addetti e quello troppo più vasto degli insegnanti e studenti d'italiano raggiunti soltanto da sussidi (si fa per dire) informativi offerti dai mass media.
Appaiono anche i primi inediti come il Sequestro a Milano di Luigi Malerba e Et in arcadia ego di Giuseppe Raimondi, e si aggiungono le rubriche "Scrittori d'oggi" e "Critica e metodologia". Nel 1976 nasce poi l'idea di pubblicare uno "Schedario bibliografico annuale".
Vengono inoltre pubblicati numeri monografici in occasione dei centenari, come quello dedicato a Ludovico Ariosto nel 1974 e quello ad Alessandro Manzoni nel 1973 che comprende saggi diventati poi noti, come quello di Mario Sansone su La critica estetica e il Manzoni, quello di Gianni Scalia intitolato Manzoni a sinistra, oltre a una inchiesta riguardo a Gli scrittori e il Manzoni, alla quale rispondono molti letterati come Leonardo Sciascia, Piero Chiara, Alberto Moravia, Mario Moretti, Mario Luzi, Andrea Zanzotto. Il fascicolo monografico sul Manzoni viene chiuso da due nuovi studi riguardo alla fortuna ottenuta dal Manzoni in America e in Russia.
Quando nel 1978 muore Negri, i suoi collaboratori continuano la pubblicazione della rivista con il medesimo spirito sotto la direzione di Del Beccaro, che si era allontanato solamente per breve tempo nel 1976.
In seguito la direzione verrà presa da Giorgio Varanini e Michele Dell'Aquila, per poi passare a quella di Davide De Camilli e Bruno Porcelli, che hanno continuato a seguire le linee guida e i propositi espressi nei "Propositi" apparsi nel primo numero del 1972. Dopo aver festeggiato i suoi quarant'anni di attività, in seguito alla scomparsa di Bruno Porcelli e Davide De Camilli, la rivista è stata diretta da Alberto Casadei, Marcello Ciccuto e Giorgio Masi, che hanno ampliato il comitato di consulenza, invitando a farne parte molti docenti di letteratura italiana in Italia e all'estero. Sono stati rinnovati i campi di indagine, dando spazio ancora più spazio alla comparatistica e al rapporto fra la letteratura e i nuovi media. La rivista comprende una Giunta di Direzione, un ampio Comitato scientifico internazionale, una Redazione. Viene indicizzata in Scopus e WebOfScience.